# Badekommissar (Aachen und Burtscheid)
Der Badekommissar, auch Badeinspector oder Commissarius Perpetuus genannt, war ein verbeamteter Mittler zwischen der Bezirksregierung Aachen und den Städten Aachen und Burtscheid. Das Amt ist mindestens seit 1817 nachgewiesen und wurde nach der Auflösung des Regierungsbezirks Aachen am 1. August 1972 nicht mehr besetzt.

## Geschichte
Das Amt des Badekommissars bzw. Badeinspektors in den Heilbädern zu Aachen geht zurück bis in das 17. Jahrhundert. Der erste Stadtarzt (medicus primarius) hieß Mathaeus Geyr. Nach dessen Tod im Jahr 1686 übertrug die Stadt Aachen dem Mediziner Francois (Franz) Blondel im Alter von 73 Jahren die Aufgaben des ersten Stadtarztes und Brunnen- und Badeinspektors. Dieser hatte sich nach dem verheerenden Stadtbrand von Aachen im Jahr 1656 durch die Einführung der Trinkkur 1661 und durch Veröffentlichung verschiedener Bücher für den Wiederaufbau des Badewesens verdient gemacht.
In Napoleonischer Zeit ist der in Aachen geborene Arzt Gerhard Reumont hervorzuheben, der als Arzt der jury médicale (Gesundheitsbehörde) tätig war und sich für die Einführung der Pockenschutzimpfung in Aachen verdient gemacht hat. Zudem behandelte er im Jahr 1804 die Familie Napoleon Bonapartes, darunter auch  die Kaiserin Josephine.
Auf Betreiben des französischen Kaisers wurde Reumont daraufhin 1805 zum médecin inspecteur des eaux thermales d' Aix-la-Chapelle (Badeinspector von Aachen) ernannt.
Am 22. April 1816 eröffnete die preußische Regierung ein Medizinaldezernat unter der Leitung des Regierungs- und Medizinalrats Heinrich Bölling (1777–1824). Die jury médicale wurde 1817 zusammen mit  Reumont von der preußischen Verwaltung als Sanitätskommission übernommen, aber 1821 wieder aufgelöst.

## Aufgaben des Badekommissars
Unter preußischer Verwaltung wurde das Amt des Badekommissars auch Badeinspektor genannt. Er hatte als Organ der medizinischen Polizei eine vierfache Aufgabe: Er war Vorgesetzter des in den Bädern angestellten Personals, er beaufsichtigte das Brunnen- und Badewesen, er war technischer Ratgeber und Beistand des Oberbürgermeisters und behandelte schließlich noch die in die Bäder geschickten Armen.

### Prüfung der Quellen
Ab 1856 wurden die Aufgaben und Pflichten des Badeinspektors dann schriftlich fixiert. Als sogenannter Brunneninspektor hatte er zunächst dafür zu sorgen, dass nur fachlich qualifiziertes Personal in den Bädern und an den Brunnen Dienst tat. Mit großer Strenge, so hieß es ausdrücklich, musste er die von dem behandelnden Arzt vorgeschriebene Temperatur der Bäder überprüfen. Die Temperatur sollte jedoch „nicht von dem unzulässigen Gefühl der Hand bestimmt werden“, sondern mit dem Thermometer gemessen werden. Das hatte jedoch seine Schwierigkeiten, da es oft an Thermometern fehlte, wie aus den Klagen mehrerer Badeinspektoren hervorgeht. Eine weit wichtigere Aufgabe war dem Badeinspektor dadurch übertragen, dass der die quantitative, chemische und physikalische Beschaffenheit der Mineralquellen ständig beobachten musste und eventuelle Veränderungen sofort dem Bürgermeister zu berichten hatte.

### Ratgeber des Bürgermeisters
Ferner hatte der Badeinspektor darauf zu achten, dass die Einrichtungen der Brunnen- und Badeanstalten in gutem Zustand erhalten, Mängel behoben und notwendige Verbesserungen eingeführt wurden. Als „technischer Ratgeber und Beistand des Bürgermeisters“ musste der Badeinspektor dem Bürgermeister technische Details erläutern und gründliche Berichte über das Badewesen erstatten. Als Badearzt sollte er schließlich noch die in die Bäder geschickten Armen behandeln.

### Badestatistik
Seit 1870 mussten die Badeinspektoren zum Ende der Badezeit der Königlichen Regierung eine detaillierte Badestatistik einreichen. Der „Minister des geistlichen, Unterrichts- und Medicinal-Angelegenheiten“ wollte dabei u. a. wissen, wie der Verwaltung organisiert war, wie lange die Saison dauerte, wie viele Kurgäste welcher Länder die Bäder besuchten, wie viele Bäder „verabreicht“ wurden und welche „Heilapparate oder besondere Kurmethoden neben dem Gebrauch des Mineralwassers“ angewandt wurden.

### Unvollständige Angaben
Allerdings fielen die Berichte nach Ansicht der Regierung nicht zufriedenstellen aus, da sie zu einem großen Teil unvollständige Angaben enthielten. Auch bei einigen recht bedeutenden Bädern, zu denen nach einem Schreiben des „Königlich Preußischen statistischen Büros“ in Berlin auch Aachen gezählt wurde, fehlten gerade die besonders interessierenden Angaben etwa über die Zahl der Kurgäste. Das hatte einen offenbar ewig aktuellen Grund, wie das Königliche Statistische Büro selbst erkannte: Die Badehäuser argwöhnten, dass ihre Angaben „im fiscalischen Interesse insbesondere bei der Steuerveranlagung verwerthet“ würden.

## Amtssitz
Durch die Verbindung des Badekommissars mit dem Amt des Regierungs- und Medizinaldirektors in Aachen wurde der Amtssitz des Badekommissars in das Gebäude der Bezirksregierung in Aachen am Theaterplatz 14 angesiedelt, jetzt Sitz des Hochschularchivs der RWTH Aachen.

## Auswahl bekannter Badekommissare

### Georg von Sartorius (1787–1856)
Nach dem Tod von Gerhart Reumond wurde 1829 Georg von Sartorius als Kandidat für diese Stelle vom Gemeinderat der Stadt Aachen der königlichen Regierung vorgeschlagen und von dieser genehmigt. Neben ihm war Johann Josef May königlicher Kreisphysikus in Burtscheid. Von Sartorius, gebürtig aus Graz in der Steiermark und Vater der späteren Ordensfrau Auguste von Sartorius, war bis zu seinem Tode stark engagiert für die Verbesserung und der Hebung des Aachener Badewesens. 1852 hatte er die Ehre, die Badekur des Königs Maximilian II. Joseph zu leiten.

### Johann Peter Lefils (1786–18??)
Die preußische Regierung errichtete in der Stadt und in den Landkreisen Physikate, die Vorläufer der heutigen Gesundheitsämter. Der Aachener Arzt Johann Peter Lefils wurde dadurch zum Physikus des Landkreises Aachen und zum Badekommissar ernannt.
In seiner Amtszeit ergab sich folgende Episode aus dem Jahre 1825:
„Der Leibarzt und Physikus Seiner Durchlaucht des regierenden Fürsten von Wied“ beschwerte sich in einem Brief an die „Königliche Hohe Regierung in Aachen“ bitterlich über Missstände an dem Gesundbrunnen in Burtscheid. Dem Leibarzt Seiner Durchlaucht war unangenehm aufgefallen, dass der Aufenthalt an der Quelle „ekelerregend und ungesund“ sei. Der hohe Kurgast mäkelte, dass jeden Morgen an dem Gesundbrunnen „eine Menge höchst roher, unreinlicher und mit Ungeziefer bedeckter Jungen“ an dem Gesundbrunnen herumlungerten, die zu seiner Entrüstung auch noch den „erbärmlichsten Tabak“ rauchten.
Allergisch reagierte Lefils als damaliger Badeinspektor Burtscheids auf die deftigen Beschwerden: „Dass ein an den Luxus, die Pracht und die Herrlichkeit des Hoflebens gewohnter Leibarzt von diesen Dingen leichter affiziert wird als andere Menschen, ist begreiflich. Aber es gehören doch wahrhaft mikroskopische Augen dazu, auf offener Straße an den Leuten das Ungeziefer zu sehen. Hier muss ich meine Landsleute in Schutz nehmen, die so arm nicht sind und besonders schmutzig nicht, als man sie zu schildern beliebt. Aber schlechten Tabak rauchen sie, das ist wahr. Doch es ist anzunehmen, dass sie einen besseren rauchen würden, wenn der nicht eben auch teurer wäre.“
Auf Vorschlag des Badeinspektors wurden dann allerdings die zweifellos vorhandenen Missstände an dem Burtscheider Trinkbrunnen durch ein Polizei-Reglement behoben. Danach durfte nur der die Promenade zum Wassertrinken besuchen, der „anständig und reinlich“ gekleidet war. Da man das von den Fabrikarbeitern und Tagelöhnern offenbar nicht annahm, mussten sie bis spätestens sechs Uhr morgens ihren Schluck Wasser getrunken haben. Auch das Tabakrauchen fiel dem neuen Polizei-Reglement zum Opfer. Im Laufe der Jahre wurde diese Trinkbrunnenordnung noch mehr abgewandelt.

### Friedrich-Wilhelm Leopold Zitterland (1787–1867)
Zitterland wurde in Groß Nebrau, Westpreußen, geboren und bekleidete ab 1822 das Amt des Regierungsarztes als Königlich Preußischer Regierungs- und Medizinalrat bei der Regierung zu Aachen und später als Commissarius perpetuus für die Badeanstalten in Aachen und Burtscheid. Zitterland erwarb sich bald allgemeine Anerkennung und trat in zahlreichen Publikationen hervor. Er legte zunächst ein Augenmerk auf die aus Asien herannahende Cholera. Sein Buch über „Aachens heiße Quellen“ ist 1836 erschienen.

### Josef Hartung (1805–1863)
Hartung stammte aus Mayen bei Koblenz und war ein weithin bekannter und beliebter Hausarzt, auch Kreisphysikus und königlicher Badeinspektor in Aachen. Er schrieb über die Cholera, um deren Bekämpfung in den 1830er-Jahren er sich hervorragende Verdienste erwarb. Als 1832 in Aachen die Cholera ausbrach, wurde Hartung mit der Leitung der Seuchenabwehr beauftragt. Er sorgte durch Isolierung von Kontaktpersonen und der Unterbringung von der Erkrankten in einem Sonderhospital die geringste Cholera-Sterberate innerhalb Preußens.

### Bernhard Maximilian Lersch (1817–1902)
Lersch übernahm als gebürtiger Aachener am 9. September 1868 das Amt eines Badeinspektors von Aachen und Burtscheid, das er bis zum 5. Mai 1892 bekleidete. Im Auftrage des städtischen Kurkomitees gab er im Jahre 1873 den „Neuesten Führer in und um Aachen für Kurgäste und Touristen“ heraus, ein mit großem Fleiß und genauester Sachkenntnis geschriebenes Buch, das im Laufe der Zeit sechs Auflagen erlebte.

### Ignaz Beissel (1849–1916)
Beissel stammte aus einer Burtscheider Familie, war praktischer Arzt und später Geheimer Sanitätsrat. Viele Jahre war er königlicher Badekommissar für Bad Aachen und Burtscheid bei der Aachener Regierung und ehrenamtlicher Stadtverordneter Aachens. Er veröffentlichte 1897 das Buch: Allgemeine Brunnendiätetik, Anleitung zum Gebrauch von Trink- und Badekuren.

### Max Joachim Wolf (1917–2004)
Max Wolf wurde am 22. Februar 1917 in Kaltennordheim in der Rhön geboren. Er ist ein Enkel von Rudolf Ernst Wolf. Seit dem 1. September 1962 wurde er zum Medizinaldezernenten bei der Regierung Aachen ernannt. und übernahm ab dem 1. Januar 1963 das Amt des Badekommissars von seinem Vorgänger Theodor Becker, der als Medizinaldezernent nach Köln gewechselt war. Wolf nahm regelmäßig an Stadtratssitzungen teil und unterstützte den Antrag der Stadt Aachen auf Anerkennung als „Staatlich Anerkanntes Heilbad“, die am 12. Juli 1974 verliehen wurde.
Ab 1. August 1972 bis zu seiner Pensionierung 1982 wechselte  Wolf als Leitender Regierungs- und Medizinaldirektor zur Bezirksregierung Köln. Er blieb, nicht nur mit seinem Wohnsitz in Burtscheid, sondern auch beruflich als Vertreter der Aufsichtsbehörde und als Badekommissar Aachen eng verbunden. Er war der letzte Badekommissar von Bad Aachen. Das Amt wurde nicht mehr nachbesetzt.